# 민지 (2004년생 가수)
김민지(金玟池, 2004년 5월 7일 ~ )는 대한민국의 가수이며, 민지라는 예명으로 활동하고 있다. 2022년 7월 22일 ADOR 소속 걸그룹 NewJeans의 멤버로 데뷔했다.

## 어린 시절과 교육
김민지는 2004년 5월 7일 대한민국 춘천시에서 태어났다. 그녀는 여동생 한 명과 경희대학교에 다니는 오빠 한 명, 세 자녀 중 둘째이다. 오빠는 그녀가 경희대학교에서 주최하는 음악 축제에서 공연하는 동안 밝혀졌다. 초등학교 시절, 그녀는 캐나다에서 홈스테이 교환 학생으로 영어를 배웠다. 민지는 한림연예예술고등학교에 재학했으며, 2023년 2월에 졸업했다.
민지는 중학교 시절, SM 엔터테인먼트를 포함한 여러 연예 기획사로부터 명함을 받았다. 그녀는 2017년부터 2019년 하이브가 쏘스뮤직을 인수하기 전까지 쏘스뮤직의 연습생이었다.

## 활동

### 2019년 ~ 2021년: 데뷔 전 활동
데뷔 전, 민지는 2019년 하이브의 글로벌 오디션인 '더 걸(The Girl)'의 얼굴로도 알려졌다. 2021년 7월, 그녀는 그룹 멤버 하니와 함께 방탄소년단의 "Permission to Dance" 뮤직비디오에 카메오로 출연했다.

### 2022년 ~ 현재: NewJeans 데뷔 및 솔로 활동
민지는 2022년 7월 22일 데뷔 싱글 "Attention"의 뮤직비디오를 깜짝 공개하면서 NewJeans의 멤버로 데뷔했으며, 그룹 라인업에 대한 사전 홍보나 정보는 없었다. NewJeans는 "Hype Boy", "OMG", 그리고 민지가 작사에 참여한 "Ditto" 등의 후속 싱글의 성공으로 빠르게 인기를 얻었다. "Ditto"는 NewJeans의 빌보드 핫 100 첫 진입곡이 되었으며, 2023 MAMA 어워즈, 2023 멜론 뮤직 어워즈, 제38회 골든 디스크 어워즈, 제8회 아시아 아티스트 어워즈에서 올해의 노래상을 수상했다.
2022년 10월 15일, 민지는 KCON 재팬에서 JO1의 코노 준키와 뉴이스트의 황민현과 함께 특별 MC 중 한 명으로 출연했다.

## 홍보
민지는 데뷔 이래 수차례 K-pop 아티스트 브랜드 평판 순위에서 상위권을 차지했다. 2023년 2월 13일, 샤넬 코리아는 민지를 뷰티, 패션, 시계 및 주얼리 부문 브랜드 앰버서더로 선정했다고 발표했다. 민지는 세 가지 부문 모두의 앰버서더로 동시에 선정된 첫 번째 인물이다.
2023년부터 민지는 서울재즈페스티벌의 얼굴로, 이 행사를 홍보하기 위해 잡지에 출연했다. 그녀는 W 코리아의 서울재즈페스티벌 15주년 기념 특별판 표지 및 2024년 페스티벌 W 코리아 특별판 표지에 등장했다.
민지는 또한 2024년 3월 대한민국 중앙선거관리위원회의 비디오 캠페인에 출연하여 라디오 및 기타 플랫폼에서 젊은 세대의 제22대 국회의원 선거 투표를 독려했다.

## 음반 목록

### 작사 참여
다른 출처가 명시되지 않는 한 모든 크레딧은 한국음악저작권협회에서 가져왔다.
| 연도 | 아티스트 | 곡             | 앨범      | 작사가 | 작사가                             |
| 연도 | 아티스트 | 곡             | 앨범      | 크레딧 | 함께                               |
| ---- | -------- | -------------- | --------- | ------ | ---------------------------------- |
| 2022 | NewJeans | "Ditto"        | OMG       | Yes    | 우효, Ylva Dimberg, 검정치마 & 250 |
| 2024 | NewJeans | "Supernatural" | 단독 싱글 | Yes    | Gigi, Ylva Dimberg & 퍼렐 윌리엄스 |

## 영상

### 뮤직 비디오 출연
| 연도 | 제목                  | 아티스트   | Ref.  |
| ---- | --------------------- | ---------- | ----- |
| 2021 | "Permission to Dance" | 방탄소년단 | [ 8 ] |

## 필모그래피

### 진행
| 연도 | 제목      | 비고                                        | Ref.   |
| ---- | --------- | ------------------------------------------- | ------ |
| 2023 | KCON 재팬 | JO1의 코노 준키 및 뉴이스트의 황민현과 함께 | [ 17 ] |